# Henrik Jacobsgaard
Henrik Jacobsgaard, danski rokometaš, * 9. marec 1952.
Leta 1976 je na poletnih olimpijskih igrah v Montrealu v sestavi danske rokometne reprezentance osvojil osmo mesto. 